# Jamie Bell
Jamie Bell (Stockton-on-Tees, Billingham, 14 maart 1986) is een Brits acteur. Hij is het meest bekend van zijn hoofdrol in de film Billy Elliot, waarvoor hij in 2001 een BAFTA Award won voor Beste mannelijke hoofdrol.

## Biografie

### Vroege jaren
Bell werd geboren in Stockton on Tees, Billingham, Engeland, waar hij opgroeide met zijn moeder en oudere zus. Zijn vader verliet hen na zijn geboorte. Op zesjarige leeftijd volgde hij danslessen, nadat hij een meisje niet op de maat zag dansen en aan zijn moeder beweerde dat hij het beter kon. In 1999 werd hij uit een groep van 2000 jongens gekozen voor de rol van Billy Elliot in de gelijknamige film.

### Carrière
Sinds zijn filmdebuut in Billy Elliot heeft hij verschillende rollen gehad, waaronder in Nicholas Nickleby, Deathwatch en Undertow. In 2008 speelt hij in twee films: Jumper met onder andere Hayden Christensen en Samuel L. Jackson en een hoofdrol in Defiance, een dramafilm over de Tweede Wereldoorlog. In 2011 kwam de 3D-productie van Steven Spielberg "Kuifje en het geheim van de Eenhoorn" (The Adventures of Tintin: The Secret of the Unicorn) uit waarin Bell de rol van Kuifje vertolkt.

### Privéleven
Bell was van 2012 tot en met 2014 met actrice Evan Rachel Wood getrouwd. Uit dit huwelijk werd een zoon geboren. Met zijn huidige partner, Kate Mara, heeft hij een dochter.

### Clip
Hij was met zijn ex-echtgenote te zien in de muziekclip Wake Me Up When September Ends van Green Day.

## Filmografie
- 2000 - Billy Elliot - Billy Elliot
- 2000 - Close & True - Mark Sheedy
- 2002 - Deathwatch - Pfc Charlie Shakespeare
- 2002 - Nicholas Nickleby - Smike
- 2004 - Undertow - Chris Munn
- 2005 - Dear Wendy - Dick Dandelion
- 2005 - The Chumscrubber - Dean
- 2005 - King Kong - Jimmy
- 2006 - Flags of Our Fathers - Ralph Ignatowski
- 2007 - Hallam Foe - Hallam Foe
- 2008 - Jumper - Griffin
- 2008 - Defiance - Asael Bielski
- 2011 - The Eagle - Esca
- 2011 - Jane Eyre - St. John Rivers
- 2011 - The Adventures of Tintin: The Secret of the Unicorn - Tintin (Kuifje)
- 2012 - Man on a Ledge - Joey Cassidy
- 2013 - Snowpiercer - Edgar
- 2013 - Nymphomaniac - K
- 2015 - Fantastic Four - Ben Grimm / The Thing
- 2017 - Film Stars Don't Die in Liverpool - Peter Turner
- 2019 - Skin - Bab
- 2019 - Rocketman - Bernie Taupin
- 2021 - Without Remorse - Robert Ritter
- 2023 - All of Us Strangers - Adams vader